# Lancashire Cottage Cemetery
Lancashire Cottage Cemetery is een Britse militaire begraafplaats met gesneuvelden uit de Eerste Wereldoorlog, gelegen in het Belgische dorp Ploegsteert. De begraafplaats ligt 1.275 m ten oosten van het dorpscentrum en aan de zuidrand van het Ploegsteertbos. Ze werd ontworpen door Charles Holden en wordt onderhouden door de Commonwealth War Graves Commission. Het terrein heeft een min of meer rechthoekige vorm en is begrensd door een bakstenen muur. Het Cross of Sacrifice staat centraal tegen de zuidelijke muur recht tegenover de toegang.
Er liggen 269 slachtoffers begraven waaronder 3 niet geïdentificeerde.

## Geschiedenis
Deze begraafplaats werd in november 1914 gestart als frontlijnbegraafplaats door het 1st East Lancashire en het 1st Hampshire. Ze werd tot maart 1916 gebruikt behoudens enkele latere bijzettingen. Tijdens het Duitse lenteoffensief was de begraafplaats van 10 april 1918 tot 29 september 1918 in Duitse handen. Toen hebben zij ook enkele van hun slachtoffers hier begraven.
Er worden nu 231 Britten, 2 Canadezen, 23 Australiërs en 13 Duitsers herdacht. Twee Britten worden herdacht met Special Memorials omdat hun graven niet meer gelokaliseerd konden worden.

## Graven

### Onderscheiden militairen
- George Clayhills, kapitein bij het East Lancashire Regiment werd onderscheiden met de Distinguished Service Order (DSO).
- Sergeant F. Helm van het East Lancashire Regiment werd onderscheiden met de Distinguished Conduct Medal (DCM) en korporaal Henry Richard Collins van het Devonshire Regiment eveneens maar ontving daarbij ook nog de Military Medal (DCM, MM).

### Minderjarige militairen
- Harold Ewart Stenner, soldaat bij het Gloucestershire Regiment was slechts 16 jaar toen hij op 1 mei 1915 sneuvelde.
- hoornblazer Morgan Dudley en de soldaten Oliver H. Badman en Wilfred H. Dix waren 17 jaar toen ze sneuvelden.